# Hägglingen
Hägglingen (schweizertyska: Hägglige) är en ort och kommun i distriktet Bremgarten i kantonen Aargau, Schweiz. Kommunen har 2 529 invånare (2023).